# なよろ (列車)
なよろは、北海道旅客鉄道（JR北海道）が旭川駅 - 名寄駅間を宗谷本線経由で運行する快速列車である。

## 概要
1985年（昭和60年）3月14日、旭川駅 - 名寄駅間に愛称なしの快速列車2往復が運行を開始した。1986年（昭和61年）11月1日、2往復増発され、4往復となると同時に「ピヤシリ」「えんれい」「すずいし」「てしおがわ」の愛称が付いた。1990年（平成2年）9月1日、1往復増発した上で「なよろ」に愛称を統一し、5往復が運行されるようになった。その後、2000年（平成12年）3月11日のダイヤ改正で1往復減便され、現在は4往復となっている。
「なよろ」に改称当初は、ピヤシリ山とスキーヤーをデザインしたヘッドマークが取り付けられていた。
列車名は名寄市に由来する。なおこの列車名は1965年（昭和40年）10月1日から1984年（昭和59年）2月1日まで札幌駅 - 名寄駅間の急行列車の愛称として使用されていた（宗谷 (列車)を参照）。

## 運行概況
以下特記ない限り、2022年（令和4年）3月12日現在の情報を示す。
旭川駅 - 名寄駅間に1日4往復が運行され、最速1時間11分（1号）、最も遅い便でも1時間32分（2号）、平均約1時間21分で結ぶ。列車番号は3320D - 3327D。
このうち、上り2号は音威子府駅始発の普通列車（4322D：愛称無し）が名寄駅で列車番号を変えて愛称付与の上直通している。

### 停車駅
基本は特急停車駅に加えて永山、比布、剣淵、風連、名寄高校の各駅に停車する。ただし、これらの駅のみに停車するのは、下り1･7号、上り6･8号のみで、その他は列車により追加の停車駅を設定している。
旭川駅 - （旭川四条駅） - 永山駅 - 比布駅 - （蘭留駅） - （塩狩駅） - 和寒駅 - 剣淵駅 - 士別駅 - （多寄駅） - 風連駅 - 名寄高校駅 - 名寄駅
- 2号は音威子府駅始発。音威子府駅 - 名寄駅間は普通列車。この区間は各駅に停車（宗谷本線#駅一覧を参照）。
- （　）の駅は一部列車停車駅。停車列車は注釈参照。

### 使用車両
旭川運転所所属の車両が使用され、ほとんどは同区間の普通列車と同様H100形気動車で運転されるが、上り2号、4号は名寄以北で運用される車両の旭川運転所への返却を兼ねており、キハ54形気動車が所定で使用される。

## 歴史

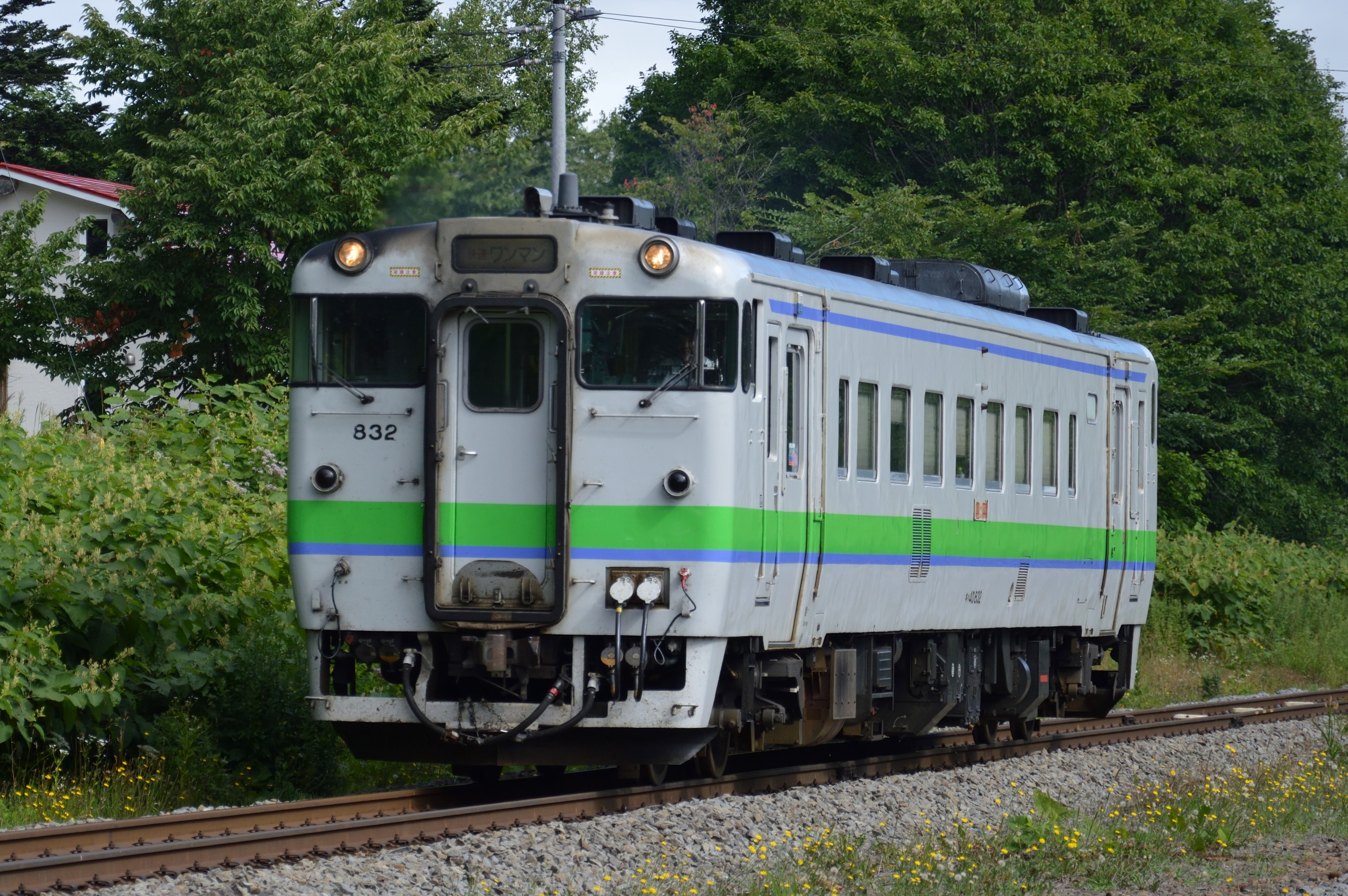
キハ40形700番台による快速「なよろ」（2017年8月10日 塩狩駅）

- 1985年（昭和60年）3月14日：旭川駅 - 名寄駅間に快速列車2往復を設定。当時は列車愛称が付いていなかった[新聞 1]。停車駅は永山駅、比布駅、和寒駅、士別駅だった[3]。
- 1986年（昭和61年）11月1日：旭川駅 - 名寄駅・音威子府駅・遠軽駅間に4往復の快速列車を設定[新聞 2]。遠軽駅発着列車は札幌駅 - 名寄駅 - 遠軽駅間の急行「紋別」の廃止、運行区間短縮による[注釈 5][新聞 3]。 4往復の快速をそれぞれ「ピヤシリ」「えんれい」「すずいし」「てしおがわ」と命名（同時に普通列車には「かえで」と命名）。愛称は公募で決まった[新聞 4]。
  - 「ピヤシリ」は北海道名寄市にあるピヤシリ山、「えんれい」は名寄市沿線に自生するエンレイソウ、「すずいし」は北海道名寄市の国指定文化財「名寄鈴石」、「てしおがわ」は天塩川が由来となっている。
  - 列車愛称により特に停車駅が大きく異なるということでもなかった。遠軽発着（名寄本線直通）の下り「てしおがわ」と上り「えんれい」、音威子府発着の下り「すずいし」と上り「ピヤシリ」は、いずれも名寄駅 - 遠軽駅／音威子府駅間は愛称なしの普通列車として運転。
- 1989年（平成元年）5月1日：名寄本線廃止により、遠軽発着列車が旭川駅 - 名寄駅間の運転となる。
- 1990年（平成2年）
  - 4月27日：旭川駅 - 名寄駅間に臨時快速列車（毎日運転）が1往復設定される。当時は列車愛称が付いていなかった[新聞 5]。
  - 7月1日：列車愛称なしの臨時快速列車に「なよろ」と命名される（道内時刻表では1990年8月号より掲載）[新聞 6]。
  - 9月1日：臨時快速「なよろ」が通年運転化（ただし列車番号は9000番台のまま）され、従来の快速列車を含め5往復の列車愛称を統合し、愛称が「なよろ」に統一される[新聞 7]。
    - 下りは1号が旧「ピヤシリ」、3号が旧「なよろ」、5号が旧「えんれい」、7号が旧「すずいし」、9号が旧「てしおがわ」。上りは2号が旧「ピヤシリ」、4号が旧「えんれい」、6号が旧「すずいし」、8号が旧「てしおがわ」、10号が旧「なよろ」だった[新聞 7]。
- 2000年（平成12年）3月11日：特急「スーパー宗谷」運転開始に伴うダイヤ改正で1往復減便。1日4往復となる。
- 2016年（平成28年）3月26日：同日のダイヤ改正で名寄駅 - 稚内駅間の普通列車減便に伴い、名寄駅から上り4号として直通する普通列車の始発が幌延駅から稚内駅に変更[JR北 1]。
- 2017年（平成29年）3月4日：同日のダイヤ改正で上り4号を稚内駅始発から名寄駅始発に変更（名寄駅以北の普通列車区間を別列車化）。稚内駅始発列車が消滅。
- 2018年（平成30年）3月17日：同日のダイヤ改正で上り6・8号の運転時刻を見直し、旭川駅での特急「カムイ」との接続を改善[JR北 2]。
- 2019年（平成31年）3月16日：同日のダイヤ改正で音威子府駅終着の下り5号を名寄駅終着に変更（名寄駅以北の普通列車区間を別列車化）[4]。
- 2020年（令和2年）3月14日：同日のダイヤ改正で上り2号の停車駅に塩狩駅を追加[注釈 6][5][新聞 8]。
- 2021年（令和3年）3月13日：同日のダイヤ改正で「なよろ」を含む旭川駅 - 名寄駅間の大半の普通・快速列車（37本中34本）にH100形気動車を投入、同区間で最大31分、平均13分の速達化[新聞 9]。最速の「なよろ」1号は1時間9分で走破。併せて時刻の変更、特急「カムイ」との接続改善を実施[JR北 3][JR北 4][6]。「なよろ」は上り2・4号を除きH100形の充当となる[2]。
- 2022年（令和4年）3月12日：同日のダイヤ改正で全列車の停車駅に名寄高校駅（東風連駅を移設改称）を追加[1][JR北 5][注釈 7]。これに伴い所要時間が平均約1分増加[1]。